# Sexta Frota dos Estados Unidos

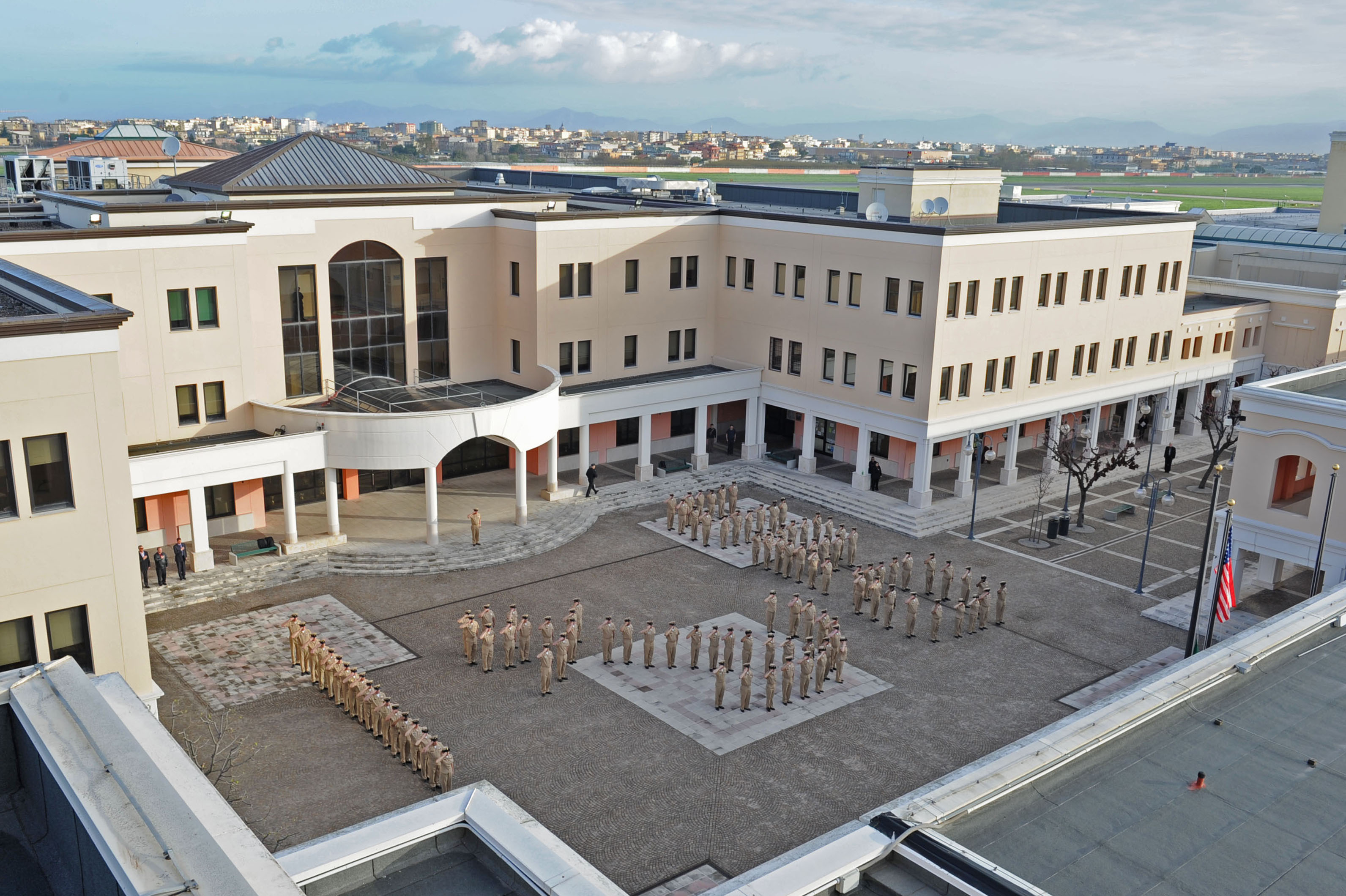
Base de Apoio Naval em Nápoles.

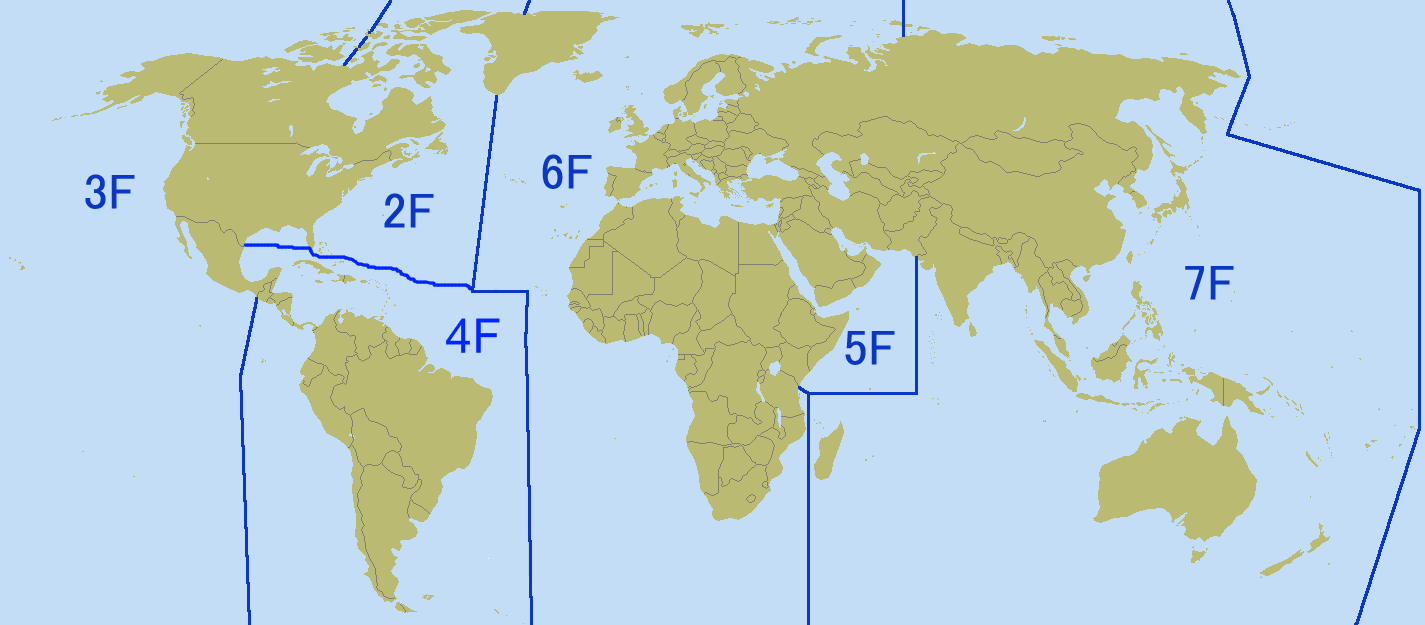
Área de atuação da Frotas dos Estados Unidos.

A Sexta Frota dos Estados Unidos (em inglês:  U.S. Navy’s Sixth Fleet), é uma divisão da Marinha dos Estados Unidos. É uma frota que atua principalmente no Mar Mediterrâneo, mas também opera no, Atlântico ocidental e nos mares que circundam a África (no Oceano Índico até o Quênia) e nos mares do Norte da Europa.
A base da Sexta Frota é a Atividade de Apoio Naval Nápoles de Nápoles, onde também está localizado o Comando das Forças Navais dos Estados Unidos na Europa, da qual depende. A base está localizada próximo ao aeroporto de Nápoles-Capodichino.